# Richard Leyton
Richard Andrés Leyton Abrigo (Santiago del Cile, 25 gennaio 1987) è un calciatore cileno, portiere dell  Deportes Valdivia.